# Прусколенка (Мазовецьке воєводство)
Прусколенка (пол. Pruskołęka) — село в Польщі, у гміні Хожеле Пшасниського повіту Мазовецького воєводства.
Населення — 47 осіб (2011).
У 1975-1998 роках село належало до Остроленцького воєводства.

## Демографія
Демографічна структура станом на 31 березня 2011 року:
|          | Загалом | Допрацездатний вік | Працездатний вік | Постпрацездатний вік |
| -------- | ------- | ------------------ | ---------------- | -------------------- |
| Чоловіки | 23      | 5                  | 14               | 4                    |
| Жінки    | 24      | 5                  | 12               | 7                    |
| Разом    | 47      | 10                 | 26               | 11                   |